# Beat Surrender
«Beat Surrender» es un sencillo de la banda británica The Jam, publicado el 26 de noviembre de 1982 que alcanzó el número 1 del UK Singles Chart durante dos semanas de diciembre de 1982 convirtiéndose en el cuarto número 1 del grupo en el Reino Unido.
En el formato de 7" la cara B fue "Shopping". En los formatos de doble 7" y 12" se incluyeron versiones de las canciones "Stoned Out Of My Mind" de The Chi-Lites, "Move On Up" de Curtis Mayfield y la canción "War" de Edwin Starr.
La decisión del grupo de separarse se tomó entre "Beat Surrender" y "A Solid Bond In Your Heart", esta última se convertiría en sencillo de The Style Council durante 1983.
- Datos: Q2152300